# Luc Vanderschommen
Luc Vanderschommen (Turnhout, 21 september 1954 – Brugge, 22 december 2023) was een Belgisch voetballer die als doelman fungeerde. 
Hij speelde onder meer bij Cercle Brugge, KAA Gent, KV Kortrijk en RWDM. 
Vanderschommen scoorde 22 strafschoppen in de Belgische Eerste klasse waardoor hij topscorer aller tijden is bij de doelmannen in die competitie.

## Carrière
Vanderschommen begon zijn carrière bij KFC Turnhout. 
In 1976 trok hij naar Cercle Brugge, waar hij vier seizoenen speelde. In 1978 degradeerde hij met Cercle naar Tweede klasse, maar een jaar later keerde groen-zwart terug naar het hoogste niveau.
In 1980 tekende hij bij KAA Gent, dat toen net kampioen was geworden in Tweede klasse. Daar bleef hij slechts een seizoen, want in 1981 verhuisde hij naar KV Kortrijk. Daar bleef hij zes seizoenen actief. 
In 1987 tekende hij bij RWDM, waar hij aanvankelijk als doublure van Bruno Taverne fungeerde maar vanaf eind november 1987 eerste doelman was. In 1989 degradeerde hij met de club naar Tweede klasse. 
Later speelde hij nog voor Racing Club Heirnis Gent, SK Ronse, VK Torhout en terug RC Heirnis Gent. 
Tussen 1979 en 1980 speelde hij vijf keer voor de Belgische olympische ploeg.
Als trainer was Vanderschommen actief bij Racing Club Heirnis Gent, VK Torhout, KFC Meulebeke, SK Eernegem, SV Wevelgem City en KV Kortrijk. Bij deze laatste club werd hij in november 1998 aangesteld als opvolger van Michel De Wolf. Vanderschommen slaagde er niet in om Kortrijk in Eerste klasse te houden, waarop de West-Vlaamse club na een seizoen weer naar Tweede klasse degradeerde. In september 1999 werd hij ontslagen na tegenvallende resultaten.
Vanderschommen werkte een tijdlang als leerkracht Nederlands in het Brugse VHSI.
Hij woonde in Sint Kruis.
Op 22 december 2023 overleed Luc Vanderschommen.